# 埃塞 (科多尔省)
埃塞（法語：Essey，法語發音：[esɛ]）是法国科多尔省的一个市镇，位于该省西南部，属于博讷区。

## 地理
埃塞（47°12'18"N, 4°31'34"E）面积12.61 平方千米，位于法国勃艮第-弗朗什-孔泰大區科多尔省，该省份为法国中东部省份，北起奥布省，西接涅夫勒省和约讷省，南至索恩-卢瓦尔省，东南接汝拉省，东临上索恩省，东北部与上马恩省接壤。
与埃塞接壤的市镇（或旧市镇、城区）包括：图瓦西勒代塞尔、勒费特、沙泰勒诺、克洛莫、梅伊叙鲁夫尔。

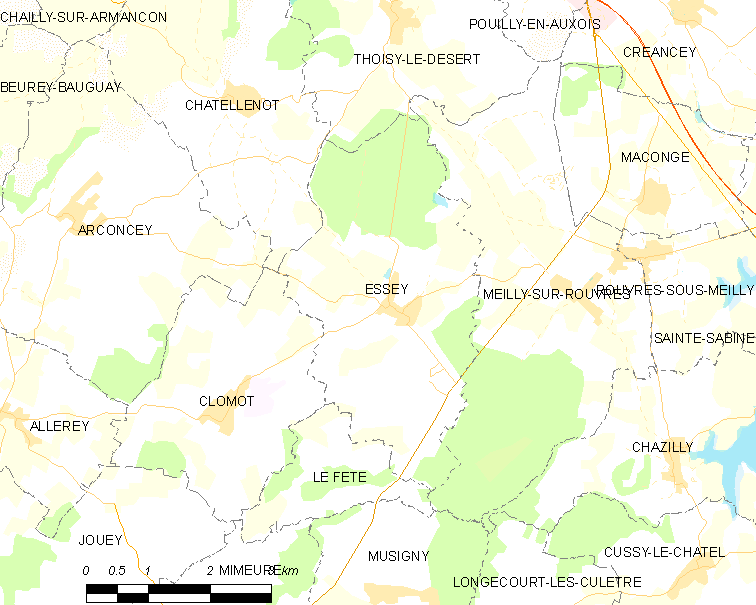
的OSM定位图

埃塞的时区为UTC+01:00、UTC+02:00（夏令时）。

## 行政
埃塞的邮政编码为21320，INSEE市镇编码为21251。

## 政治
埃塞所属的省级选区为阿尔奈勒迪克县。

## 人口

1962-2008年间人口变化图示

埃塞于2022年1月1日时的人口数量为308人。